# 木衛六十三
木卫六十三（S/2017 J 2）是环绕木星运行的一颗卫星。斯科特·谢泼德和他的團隊於2017年發現了木卫六十三，但直到2018年7月17日才在小行星中心的小行星電子通告上公佈這一發現。它的直徑約為2km，以約23303000 km的半長軸运行，軌道傾角約為166.4°。木衛六十三屬於加爾尼群。